# Barbara Walsh
Barbara Walsh (Washington, 3 giugno 1955) è un'attrice e cantante statunitense, nota come interprete di musical.

## Biografia
Barbara è nota soprattutto per la sua performance nel ruolo di Trina nel musical Falsettos, per cui ha vinto il Drama Desk Award ed è stata nominata al Tony Award alla miglior attrice non protagonista in un musical. Altre interpretazioni di rilievo sono state eseguite dalla Walsh nei musical A Little Night Music, Nine, Ragtime, Grey Gardens, The Most Happy Fella! e Blood Brothers. Ha recitato anche in opere di prosa, come Master Class, Un tram che si chiama Desiderio e Angels in America - Fantasia gay su temi nazionali.
Ha recitato anche in televisione, nelle serie Una vita da vivere e Law & Order - I due volti della giustizia.
È sposata con Jack Cummings.

## Filmografia

### Cinema
- Cercasi superstar (Life with Mikey), regia di James Lapine (1993)

### Televisione
- Law & Order - I due volti della giustizia (Law & Order) - serie TV, 2 episodi (1998-2001)
- Così gira il mondo (As the World Turns) - serie TV, 2 episodi (2000)
- Law & Order: Criminal Intent - serie TV, 2 episodi (2003-2007)
- Una vita da vivere (One Life to Live) - serie TV, 11 episodi (2007-2009)
- Submission Only - serie TV, episodio 2x3 (2011)
- La fantastica signora Maisel (The Marvellous Mrs. Maisel) - serie TV, episodio 2x4 (2018)
- Madam Secretary - serie TV, episodio 5x17 (2019)